# Olmeca reflexa
Espèce
Olmeca reflexa est une espèce tropicale de bambous mexicains aux fruits charnus qui se rencontre sur les sols calcaires du Veracruz, du Oaxaca, et du Chiapas.